# Live Cream
《Live Cream》은 1970년 발매된 영국의 록 밴드 크림의 라이브 음반이다. 이 음반은 1968년에 녹음된 4개의 라이브 트랙과 1967년에 녹음된 스튜디오 트랙 〈Lawdy Mama〉로 구성되어 있다. 〈Lawdy Mama〉의 기악곡은 에릭 클랩튼의 색다른 보컬과 기타 솔로로 〈Strange Brew〉에서 듣는 것과 같다.
《Live Cream》은 빌보드 200에서 15위를 기록했고, 영국 톱 40에서 4위를 차지했다.

## 평가
| 전문가 평가              | 전문가 평가 |
| 평가 점수                | 평가 점수   |
| 출처                     | 점수        |
| ------------------------ | ----------- |
| Allmusic                 | [ 5 ]       |
| Christgau's Record Guide | C+          |

1970년 《롤링 스톤》은 《Live Cream》을 "훌륭한 음반"이라고 평했다. 《스테레오 리뷰》의 폴 크레시는 이 곡을 "이상할 정도로 울퉁불퉁한 공연 세트"라고 불렀고, 그는 이를 "진정으로 신나는 음악의 3분"이라고 불렀다. 그는 이 음반에 대해 뛰어난 레코딩과 스테레오 품질, 특히 아드리안 바버의 "최고" 리믹스를 가진 "실망스러운 재즈/록"이라고 묘사했고, 긴 트랙은 "목표 없는 틈새에서 고통을 받고 있다"고 느꼈지만, 일반적으로 "매우 좋다"고 말했다.

## 곡 목록
| #  | 제목                 | 작사·작곡           | 재생 시간 |
| -- | -------------------- | ------------------- | --------- |
| 1. | 〈N.S.U.〉           | 잭 브루스           | 10:15     |
| 2. | 〈Sleepy Time Time〉 | 브루스, 재닛 갓프리 | 6:52      |
| 3. | 〈Hey Lawdy Mama〉   | 민요                | 2:46      |

| #  | 제목                     | 작사·작곡           | 재생 시간 |
| -- | ------------------------ | ------------------- | --------- |
| 4. | 〈Sweet Wine〉           | 진저 베이커, 갓프리 | 15:16     |
| 5. | 〈Rollin' and Tumblin'〉 | 햄본 윌리 뉴번      | 6:42      |

## 인증
| 국가                       | 인증     | 판매량/출하량 |
| -------------------------- | -------- | ------------- |
| 영국 (BPI)                 | 플래티넘 | 300,000^      |
| ^출하량을 기반으로 한 인증 |          |               |